# Globi d'oro 2012
La 52ª edizione dei Globi d'oro si è tenuta il 3 luglio 2012 presso Villa Massimo di Roma.

## Albo d'oro
I vincitori sono indicati in grassetto, a seguire gli altri candidati.

### Miglior film
- L'industriale, regia di Giuliano Montaldo
- Cesare deve morire, regia di Paolo e Vittorio Taviani
- Romanzo di una strage, regia di Marco Tullio Giordana

### Gran Premio della Stampa Estera
- Gianni Amelio - Il primo uomo

### Miglior regista
- Ferzan Özpetek - Magnifica presenza
- Emanuele Crialese - Terraferma
- Paolo e Vittorio Taviani - Cesare deve morire

### Miglior opera prima
- Appartamento ad Atene, regia di Ruggero Dipaola
- Ciliegine, regia di Laura Morante
- Sette opere di misericordia, regia di Gianluca e Massimiliano De Serio

### Miglior commedia
- Com'è bello far l'amore, regia di Fausto Brizzi
- Benvenuti al Nord, regia di Luca Miniero
- Posti in piedi in paradiso, regia di Carlo Verdone

### Miglior sceneggiatura
- Roberto Faenza, Dahlia Heyman - Un giorno questo dolore ti sarà utile
- Andrea Purgatori - L'industriale
- Marco Tullio Giordana, Sandro Petraglia, Stefano Rulli - Romanzo di una strage

### Miglior fotografia
- Arnaldo Catinari - L'industriale
- Fabio Cianchetti - Terraferma
- Maurizio Calvesi - Magnifica presenza

### Miglior musica
- Andrea Morricone - L'industriale
- Pasquale Catalano - Magnifica presenza
- I Mammooth - Sandrine nella pioggia

### Miglior canzone originale (interprete)
- Patty Pravo - Com'è bello far l'amore
- Arisa - Il tempo che verrà
- Elisa - Love Is Requited

### Miglior attore
- Elio Germano - Magnifica presenza
- Adriano Giannini - Sandrine nella pioggia
- Valerio Mastandrea - Romanzo di una strage

### Miglior attrice
- Asia Argento - Isole
- Carolina Crescentini - L'industriale
- Valeria Golino - La kryptonite nella borsa

### Miglior attore non protagonista
- Beppe Fiorello - Terraferma e Magnifica presenza

### Miglior attrice non protagonista
- Paola Minaccioni - Magnifica presenza

### Regista rivelazione
- Laura Morante - Ciliegine

### Film da non dimenticare
- Maternity Blues, regia di Fabrizio Cattani

### Globo d'oro europeo
- Andrea Osvárt - Maternity Blues[3]

### Miglior documentario
- Mare chiuso, regia di Stefano Liberti e Andrea Segre
- Le coccinelle, regia di Emanuele Pirelli
- Le vere false teste di Modigliani, regia di Giovanni Donfrancesco

### Miglior cortometraggio
- La casa di Ester, regia di Stefano Chiodini[4]
- Pollicino, regia di Cristiano Anania
- Tiger Boy, regia di Gabriele Mainetti

### Miglior produttore
- Elda Ferri - Un giorno questo dolore ti sarà utile

### Miglior film europeo
- Quasi amici - Intouchables, regia di Olivier Nakache e Éric Toledano

### Globo d'oro speciale
- Anna Proclemer - Magnifica presenza

### Globo d'oro alla carriera
- Michele Placido

### Menzione speciale
- Giovanna Cau per una vita dedicata al cinema

### Premio Speciale della giuria
- Pierfrancesco Favino